# Доњи Ладуч
Доњи Ладуч је насељено место у саставу општине Брдовец у Загребачкој жупанији, Хрватска. До територијалне реорганизације у Хрватској налазио се у саставу старе загребачке приградске општине Запрешић.

## Становништво
На попису становништва 2011. године, Доњи Ладуч је имао 828 становника.

## Попис1991.
На попису становништва 1991. године, насељено место Доњи Ладуч је имало 625 становника, следећег националног састава:
| Попис 1991.‍  | Попис 1991.‍  | Попис 1991.‍ | Попис 1991.‍ | Попис 1991.‍ |
| ------------ | ------------ | ----------- | ----------- | ----------- |
|              |              |             |             |             |
| Хрвати       | Хрвати       |             | 602         | 96,32%      |
| Словенци     | Словенци     |             | 6           | 0,96%       |
| Немци        | Немци        |             | 2           | 0,32%       |
| Чеси         | Чеси         |             | 2           | 0,32%       |
| Југословени  | Југословени  |             | 1           | 0,16%       |
| Муслимани    | Муслимани    |             | 1           | 0,16%       |
| Пољаци       | Пољаци       |             | 1           | 0,16%       |
| Срби         | Срби         |             | 1           | 0,16%       |
| неопредељени | неопредељени |             | 5           | 0,80%       |
| непознато    | непознато    |             | 4           | 0,64%       |
| укупно: 625  |              |             |             |             |